# Côte basque XIII
Maillots
Côte basque XIII (en basque Euskal kostaldea XIII) était un club français de rugby à XIII, créé le 16 août 1934, basé à Anglet (de 1934 à 1940) et à Bayonne (à partir de 1944).

## Présentation
Les couleurs du club étaient celles du Pays basque, maillot rouge avec une bande vert foncé au milieu, short blanc et chaussette rouge et blanche. Le club évoluait au stade Saint-Jean d'Anglet, entre Bayonne et Biarritz, route de Brindos. Dans les années 1930, le club a disputé quelques matches à domicile à Pau, au Stade Bourbaki.
Il est l'un des dix clubs participant à l'édition inaugurale du championnat de France de rugby à XIII.
L'équipe est entraînée de 1935 à 1937 par Tommy Parker, international gallois de rugby à XIII et vainqueur du Championnat d'Angleterre avec Wigan en 1926. Le 19 avril 1936, le club remporte la coupe de France 1936  en battant Villeneuve-sur-Lot 15 à 8. En 1940, le club est mis en sommeil à la suite de l'interdiction du rugby à XIII par le gouvernement de Vichy et repart en 1944.  
Côte basque XIII jouera à partir de 1944 au Parc municipal des sports de Bayonne. 
Durant les saisons 1946-1947 et 1947-1948, Côte basque XIII fusionne au niveau des équipes premières avec Bordeaux XIII. L'entente se termine en 1948, le club disparaît alors pour laisser place à une nouvelle entité « Nautique XIII », qui résulte de la fusion du club avec la Société Nautique de Bayonne, club de rugby à XV, qui disparait alors. 
En 1954, à la suite de la fusion entre Nautique XIII et la section rugby du Biarritz athletic club, le club de Côte basque XIII renaît. Faute de moyens financiers, il est dissous en 1958.
Il tente de renaitre en 1977, mais, selon l'expression d'un auteur, « fut vite étouffé ».

## Palmarès
| Championnat de France        | Coupe de France                                 |
| ---------------------------- | ----------------------------------------------- |
| - Demi-finaliste (1) : 1937. | - Vainqueur (1) : 1936. - Finaliste (1) : 1940. |

## Joueurs emblématiques
- José Audignon
- Henri Audurau
- Louis Bisauta
- Georges Blanc
- Antoine Blain
- Robert Caillou
- Paul Césard
- Sylvain Claverie-Barbe
- André Cussac
- Jean Darricau
- Jean Dauger
- Justin Davant
- Robert Eramouspé
- Pierre Etchart
- André Hiriart
- Charles Lamarque
- Denis Martiquet
- François Nouel
- Tommy Parker
- André Rousse
- Henri Sanz

## Bilan du club toutes saisons et toutes compétitions confondues
| Année                                      | Année                                      | Saison régulière                           | Saison régulière                           | Saison régulière                           | Saison régulière                           | Saison régulière                           | Saison régulière                           | Saison régulière                           | Saison régulière                           | Phase finale                               | Phase finale                               | Phase finale                               | Phase finale                               | Phase finale                               | Phase finale                               | Phase finale                               | Coupe           |
| Année                                      | Année                                      | Class.                                     | Points                                     | MJ                                         | V.                                         | N.                                         | D.                                         | Pp.                                        | Pc.                                        | Perf.                                      | MJ                                         | V.                                         | N.                                         | D.                                         | Pp.                                        | Pc.                                        | Performance     |
| Championnat de France de première division | Championnat de France de première division | Championnat de France de première division | Championnat de France de première division | Championnat de France de première division | Championnat de France de première division | Championnat de France de première division | Championnat de France de première division | Championnat de France de première division | Championnat de France de première division | Championnat de France de première division | Championnat de France de première division | Championnat de France de première division | Championnat de France de première division | Championnat de France de première division | Championnat de France de première division | Championnat de France de première division | Coupe de France |
| 1935                                       | 1935                                       | 9e                                         | 21                                         | 15                                         | 3                                          | 0                                          | 12                                         | ?                                          | ?                                          | pas de phase finale                        | pas de phase finale                        | pas de phase finale                        | pas de phase finale                        | pas de phase finale                        | pas de phase finale                        | pas de phase finale                        | Non inscrit     |
| 1936                                       | 1936                                       | 5e                                         | 19                                         | 9                                          | 5                                          | 0                                          | 4                                          | ?                                          | ?                                          | Quart-de-finale                            | 1                                          | 0                                          | 0                                          | 1                                          | 2                                          | 28                                         | Vainqueur       |
| 1937                                       | 1937                                       | 4e                                         | 40                                         | 18                                         | ?                                          | ?                                          | ?                                          | ?                                          | ?                                          | Demi-finale                                | 1                                          | 0                                          | 0                                          | 1                                          | 6                                          | 10                                         | Quart-de-finale |
| 1938                                       | 1938                                       | 3e                                         | 42                                         | 17                                         | 12                                         | 1                                          | 4                                          | 277                                        | 175                                        | Quart-de-finale                            | 1                                          | 0                                          | 0                                          | 1                                          | 9                                          | 16                                         | Demi-finale     |
| 1939                                       | 1939                                       | 9e                                         | 40                                         | 21                                         | 9                                          | 1                                          | 11                                         | 248                                        | 245                                        | Non qualifié                               | 0                                          | 0                                          | 0                                          | 0                                          | 0                                          | 0                                          | Demi-finale     |
| 1940                                       | 1940                                       | ?                                          | ?                                          | ?                                          | ?                                          | ?                                          | ?                                          | ?                                          | ?                                          | ?                                          | ?                                          | ?                                          | ?                                          | ?                                          | ?                                          | ?                                          | Finaliste       |